# Stanislaw Alexejewitsch Schuk
Stanislaw Alexejewitsch Schuk (russisch Станислав Алексеевич Жук; englisch Stanislav Zhuk; * 25. Januar 1935 in Uljanowsk, Russische SFSR, Sowjetunion; † 1. November 1998 in Moskau) war ein sowjetischer Eiskunstläufer, der im Paarlauf startete, und ein sowjetischer und russischer Eiskunstlauftrainer.
Er trat im Paarlauf an der Seite seiner Ehefrau Nina Schuk an. Mit ihr wurde er 1957 bis 1959 sowie 1961 sowjetischer Paarlaufmeister. 1958 wurden sie in Bratislava Vize-Europameister hinter den Tschechoslowaken Věra Suchánková und Zdeněk Doležal. Es war die erste Medaille für die Sowjetunion bei Eiskunstlauf-Europameisterschaften und der Beginn einer langen Erfolgstradition sowjetischer Eiskunstläufer, besonders im Paarlauf. 1959 und 1960 wurden die Schuks erneut Vize-Europameister, beide Male hinter Marika Kilius und Hans-Jürgen Bäumler. Bei Weltmeisterschaften traten sie nur zweimal an, ihr bestes Ergebnis war der fünfte Platz bei der Weltmeisterschaft 1960. Ihre einzigen Olympischen Spiele beendeten sie 1960 in Squaw Valley auf dem sechsten Platz.
Nach seiner aktiven Karriere wurde er ein erfolgreicher Eiskunstlauftrainer. Er trainierte unter anderem die zweimaligen Olympiasieger Irina Rodnina und Alexander Saizew (1976 und 1980), sowie die Doppelolympiasieger Jekaterina Gordejewa und Sergei Grinkow (1988 und 1994). Seine Schüler gewannen insgesamt 67 Gold-, 34 Silber- und 35 Bronzemedaillen bei Welt- und Europameisterschaften sowie Olympischen Spielen.
Stanislaw Schuk ist der Bruder der Olympiazweiten im Paarlauf von 1968 Tatjana Schuk.

## Ergebnisse

### Paarlauf
(mit Nina Schuk)
| Wettbewerb / Jahr           | 1956 | 1957 | 1958 | 1959 | 1960 | 1961 |
| --------------------------- | ---- | ---- | ---- | ---- | ---- | ---- |
| Olympische Winterspiele     |      |      |      |      | 6.   |      |
| Weltmeisterschaften         |      |      | 8.   |      | 5.   |      |
| Europameisterschaften       |      | 6.   | 2.   | 2.   | 2.   |      |
| Sowjetische Meisterschaften | 3.   | 1.   | 1.   | 1.   |      | 1.   |